# 410475 Robertschulz
410475 Robertschulz este o planetă minoră (asteroid) din centura de asteroizi. A fost descoperită pe 24 februarie 2008 la Gaisberg⁠(d) de Richard Gierlinger⁠(d). 
Obiectul prezintă o orbită caracterizată de o semiaxă mare de 2,6837082278799 UAi, o excentricitate de 0,08, o înclinație de 4,1 ° în raport cu ecliptica.